# Куршская коса
Ку́ршская коса́ (лит. Kuršių nerija, нем. Kurische Nehrung) — узкая и длинная песчаная часть суши (коса) саблевидной формы, отделяющая Куршский залив от Балтийского моря. Простирается от города Зеленоградск Калининградской области до города Клайпеда (Смильтине, Литва). В 2000 году включена в список Всемирного наследия ЮНЕСКО.
Длина косы — 98 километров, ширина колеблется от 400 метров (в районе посёлка Лесной) до 3,8 километра (в районе мыса Бульвикё, чуть севернее Ниды). Название происходит от племён куршей, живших здесь до колонизации Пруссии немцами.

## Природные особенности
Тело косы состоит из песка, покрытого тонким (в несколько сантиметров толщиной) растительным слоем. Образование этого слоя происходило в течение многих десятилетий.
Куршская коса — уникальный природно-антропогенный ландшафт и территория исключительного эстетического значения, крупнейшее песчаное тело, входящее, наряду с Хельской и Балтийской косами, в балтийский комплекс песчаных кос, аналогов которому нет в мире. Высокий уровень биологического разнообразия, обусловленный сочетанием различных ландшафтов — от пустынного (дюны) до тундрового (верховое болото) — даёт представление о важных и длительных экологических и биологических процессах в эволюции и развитии наземных, речных, прибрежных и морских экосистем и сообществ растений и животных.
Наиболее значительным элементом рельефа косы является сплошная полоса песчаных белых дюн шириной 0,3 — 1 км, высотой до 67,2 м (дюна Ветцекруго, одна из самых высоких в мире). Куршская коса содержит природные ареалы, наиболее представительные и важные для сохранения биологического разнообразия, включая те из них, где сохраняются исчезающие виды. 72 % территории косы занимают леса, в которых произрастает около 600 видов древесной, кустарной и травяной растительности. Фауна насчитывает 296 видов наземных позвоночных животных (лось, косуля, кабан и другие).
Куршскую косу называют птичий мост. Благодаря своему географическому положению и ориентации с северо-востока на юго-запад она служит коридором для мигрирующих птиц 150 видов, пролетающих из северо-западных областей России, Финляндии и стран Балтии в страны Средней и Южной Европы и далее на север Африки. Ежегодно весной и осенью над косой пролетает от 10 до 20 млн птиц, значительная часть которых останавливается здесь на отдых и кормёжку. В дни миграций над косой ежедневно пролетают до миллиона пернатых. Гнездятся здесь 102 вида птиц.

## Этимология
Впервые Куршская коса в орденских письменных источниках в 1258 году упоминается под именем Нестланд (нем. Nestland) — «Страна гнёзд». По мнению литовского историка Ромаса Батуры, исконным балтским названием косы было слово Нерге (Nerge). Согласно лингвистическим данным, Куршскую косу, как и северное побережье Самбии занимали носители летто-литовского языкового наследия — курши, связанные с ареалами исторических областей Куршяй и Курземе.
По-немецки коса называется Курише Нерунг (нем. Nehrung — «коса, песчаная отмель»). В Литве называется Куршю-Неринга или Куршю-Нерия (лит. nerija — «узкая длинная песчаная коса»). После перехода южной части косы в состав Калининградской области, ей в 1947 году было присвоено название Курская Нерея, затем в 1959 году название было сменено на Курская коса, а в 1971 году оно приняло современную форму.

## История
В X—XI веках на Куршской косе существовало поселение викингов. Оно находилось рядом с нынешним посёлком Рыбачий. Впервые следы викингов были обнаружены немецкими археологами ещё в 1893 году, но только в 2008 году в ходе работ, проводившихся калининградскими археологами, удалось установить, что викинги имели на косе постоянное поселение. В ходе раскопок было обнаружено много предметов, характерных для материальной культуры викингов.
В середине XIII века Куршская коса вошла в состав владений Тевтонского ордена и служила самой короткой дорогой между северной и южной частями земель ордена, соединяя его столицу Мариенбург, замок Кёнигсберг с окружавшими его тремя городами и Мемель (нынешняя Клайпеда). Рыцари построили здесь несколько сторожевых замков для отражения набегов воинственной литвы и жмуди и кирпичный заводик. В то время на косе поддерживался безукоризненный порядок. Но как только орден пришёл в упадок, на косе началась вырубка лесов и выпас скота, что привело к уничтожению растительного слоя, закреплявшего пески. Защиты от ветра не стало, тонкий слой почвы вытоптали копыта коров и дюны начали разрушаться. Обнажившиеся пески стали перемещаться под действием ветра и засыпать целые деревни. В середине XIX века здесь образовалась настоящая пустыня — на полсотни километров к северо-востоку от Заркау (нынешнее Лесное) тянулись песчаные безлесые холмы высотой 60-70 метров. Такое положение дел не устраивало прусские власти, и здесь начались работы по озеленению косы. К Первой мировой войне наступление дюн остановили, а косу засадили соснами. Чтобы защитить берег от образования новых дюн, построили искусственную авандюну, протянувшуюся вдоль всего стокилометрового морского побережья.
На косе действует одна из первых в мире и старейшая в Европе орнитологическая станция «Рыбачий», расположенная в посёлке Рыбачий. Она была основана немецким теологом и любителем птиц Иоганнесом Тинеманом в 1901 году.
В 1937 году появилось распоряжение о создании государственного природного заповедника «Немецкий лосиный лес». Созданный тогда заповедник включал земли к востоку и юго-востоку от Куршского залива общей площадью 46 550 га. В 1939 году к «Немецкому лосиному лесу» были присоединены лесные округа Куршской косы. В 1941 году заповедные леса были выведены из провинциального подчинения и непосредственно подчинены имперской службе лесного и охотничьего хозяйства. Несмотря на свою короткую историю, работникам этого заповедника удалось достичь небывалых успехов в развитии охотничьего хозяйства и селекции восточно-прусского лося.
До 1945 года жившие на Куршской косе курсениеки говорили на своём собственном куршском наречии, близком к латышскому и литовскому. Для обозначения принадлежности лодок-куренасов к тому или иному рыбацкому поселению использовались специальные вымпелы. Большинство курсениеков были немецкими гражданами. В конце войны они эвакуировались в Германию, в связи с чем Куршская коса лишилась собственного языка. Сейчас куршским наречием владеет несколько десятков пожилых людей, большинство из которых живёт в Германии.
В советское время на Куршской косе проходили съёмки фильма «Остров сокровищ» (1982) и некоторых других. В 2007 году правительство России приняло решение создать на заповедной косе особую экономическую зону туристско-рекреационного типа. Однако пять лет спустя (декабрь 2012) ОЭЗ «Куршская коса» была ликвидирована из-за отсутствия потенциальных инвесторов.

## География
Фактически коса является полуостровом, так как в районе Клайпеды находится пролив, соединяющий Куршский залив и Балтийское море, по которому в Куршский залив и обратно проходят суда.
На литовской стороне через пролив между косой и городом Клайпеда курсируют пассажирские и автомобильные паромы. Рядом с проливом в старом немецком форте расположен Литовский морской музей.

### Административное деление и населённые пункты

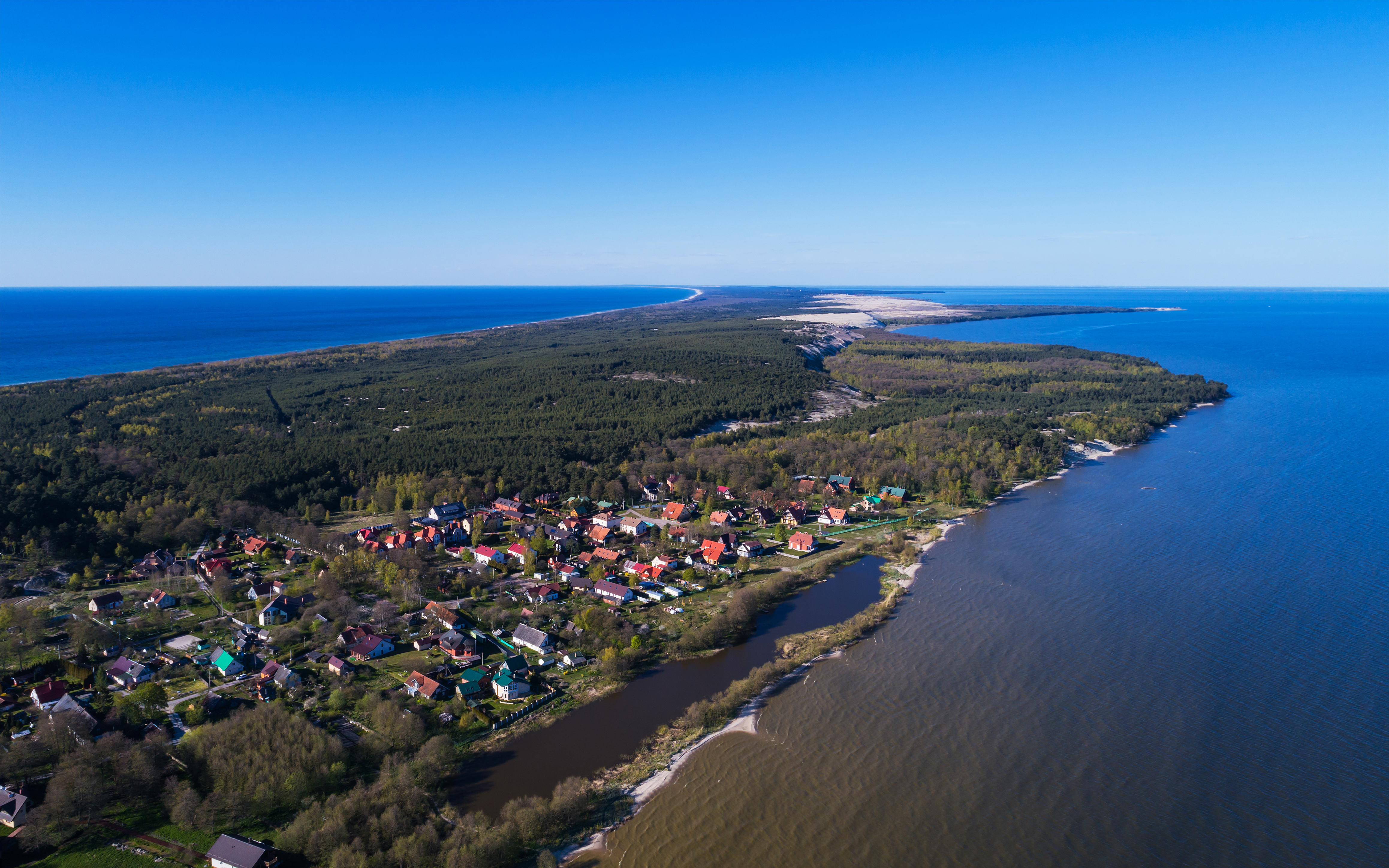
Аэрофотосъёмка Морского

Часть Куршской косы принадлежит России, часть — Литве (в результате административно-территориального преобразования в 1999 году на литовской части косы было сформировано Нерингское самоуправление). Граница расположена на 49-м километре косы (если считать от Зеленоградска).
Небольшой участок косы длиной в 2 км, прилегающий к границе с российской стороны, выделен в пограничную зону. На российской половине Куршской косы расположен национальный парк «Куршская коса» (статус присвоен в 1987 году) и населённые пункты: пос. Лесной, Рыбачий, Морское (Зеленоградский район).
Самое крупное поселение на литовской половине — посёлок Нида, другие посёлки — Прейла, Пярвалка, Юодкранте и Смильтине. Для упрощения административного управления все посёлки литовской стороны, кроме Смилтине, входящего в состав Клайпеды, формально объединены в город Неринга в составе Клайпедского уезда. На литовской части также расположен национальный парк, основанный в 1991 году.

## Достопримечательности и туризм
На косе имеются песчаные пляжи, позволяющие искупаться как в пресноводном заливе, так и в солёном Балтийском море. Благоприятные климатические условия позволяют отдыхать на Куршской косе в период с мая по ноябрь. Самая крупная турбаза косы «Дюны» расположена в 15 километрах от Зеленоградска на берегу залива.

### Россия
Национальный парк «Куршская коса» был создан в 1987 году на площади 6621 га для охраны уникальных природных комплексов Куршской косы. Общее число видов млекопитающих и птиц, связанных с территорией парка — 308, из них редких и исчезающих — 33 вида. Общее число видов произрастающих здесь сосудистых растений — 884, в том числе редких и исчезающих — 28. Помимо старейшей станции кольцевания птиц, на территории национального парка заслуживают внимания «Танцующий лес» с причудливо искривлёнными стволами сосен, лютеранская кирха в пос. Рыбачий (сейчас православный храм) и деревянный променад на пляже у пос. Рыбачий.

### Литва

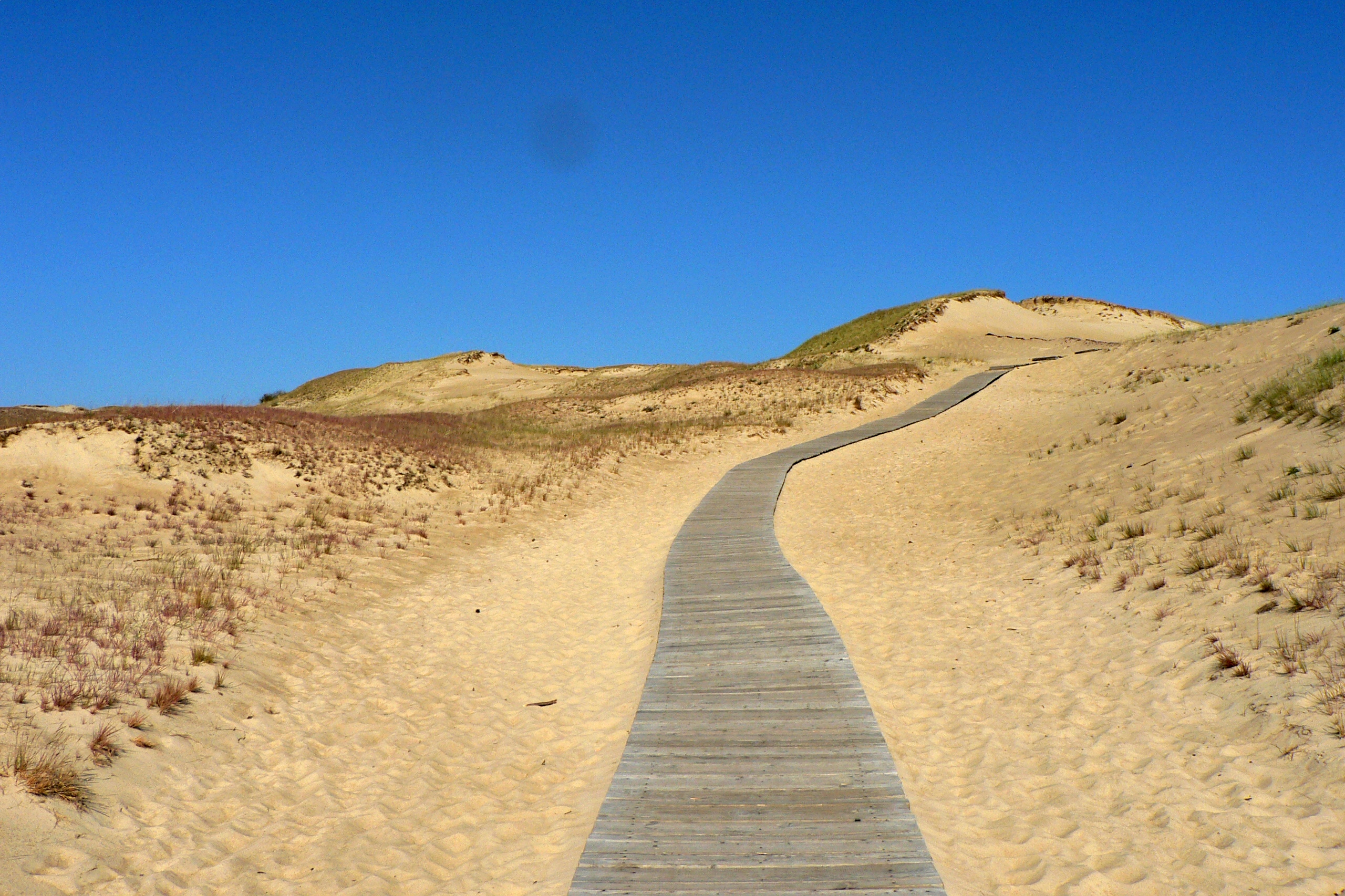
Песчаные дюны в Неринге

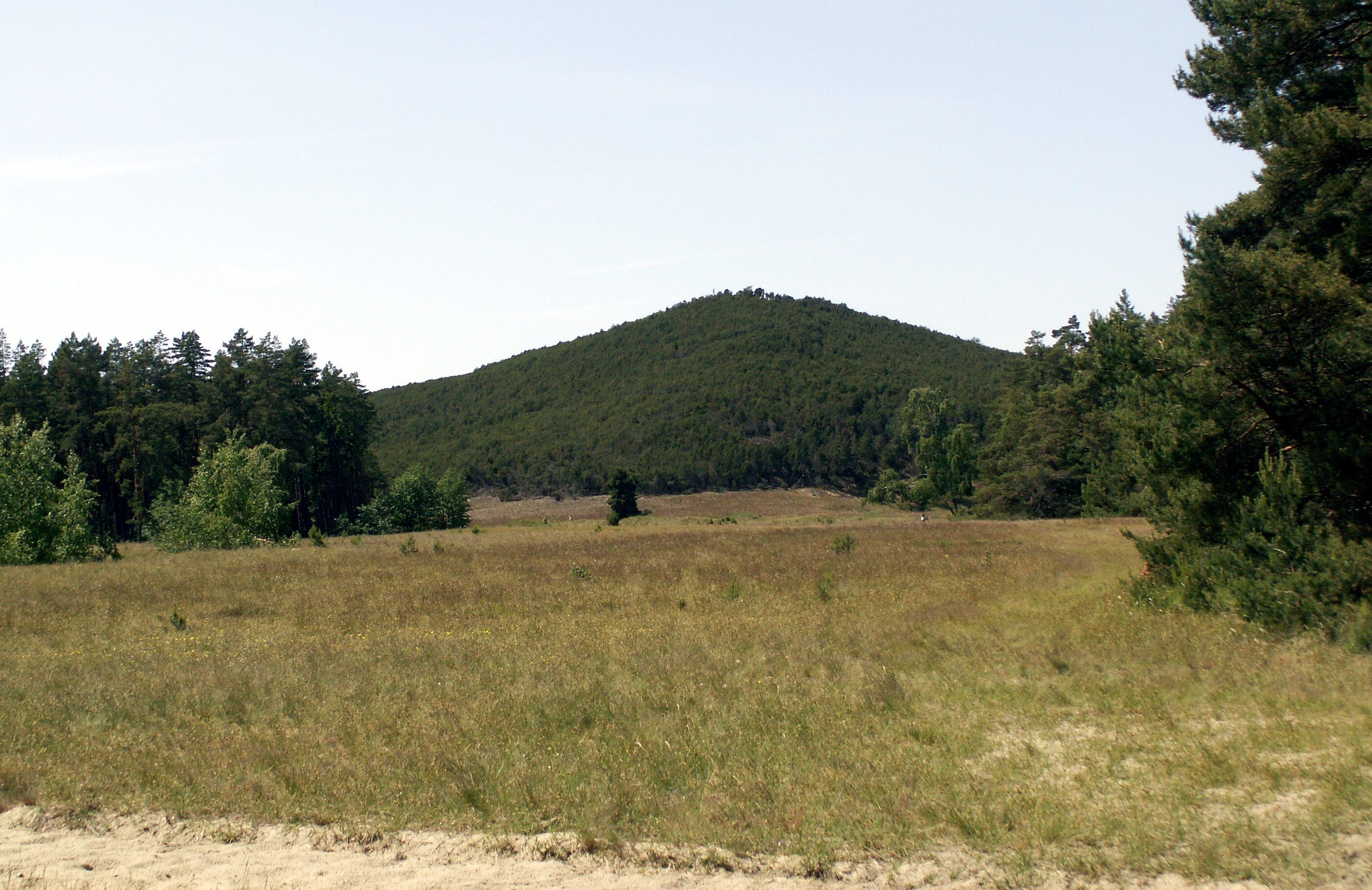
Дюна (гора) Ветцекруго, самая высокая на Куршской косе

Литовская часть Куршской косы занимает 52 км. Здесь лучше, чем в южной части, сохранились многовековые традиции, поэтому рыбацкие деревушки выглядят так же, как и 100 лет назад. Летом сюда приезжают, чтобы позагорать на пляжах, покататься на велосипедах по многокилометровым дорожкам. В сезон здесь популярны прогулки по заливу на маломерных судах. Достопримечательности национального парка:
- Историческая застройка в традиционном местном стиле в Ниде, Юодкранте, Прейле и Пярвалке.
- Нида: дюна Парнидиса[нем.] и солнечные часы.
- Нида: Дом-музей[нем.] лауреата Нобелевской премии по литературе Томаса Манна.
- Нида: Кирха, этнографическое кладбище и современный костёл с камышовой крышей.
- Нида: Маяк на дюне Урбас.
- Дюна (гора) Ветцекруго[лит.] — самая высокая на Куршской косе (67,2 м над уровнем моря)[1].
- Серые дюны[лит.].
- Юодкранте: «Гора ведьм», на которой установлено множество деревянных скульптур персонажей литовских сказок.
- Юодкранте: Мёртвый лес, где расположилась крупнейшая колония цапель и бакланов.
- Юодкранте: Парк каменных скульптур «земля и вода».
- Смильтине: Литовский морской музей и дельфинарий на территории немецкого форта Копгалис[лит.] (XIX век).
- Смильтине: Экспозиция старых рыбодобывающих судов.
- Смильтине: Историческая усадьба рыбака.
- Южный мол.

## Транспорт на Куршской косе
1. Паромы. Единственным способом попасть на Косу с остальной части Литвы являются паромы. Две паромные переправы через клайпедский пролив соединяют Смилтине и Клайпеду. Старая переправа (лит. Senoji Perkėla) действует с XIX века. Она соединяет конечную остановку автобусов в Смилтине и центр Клайпеды. До 2008 года на ней работали универсальные паромы, с 2008 появились новые паромы, предназначенные специально для перевозки пассажиров, и переправа автомобилей здесь больше не производится, хотя паромы имеют аппарели для загрузки автомобилей в особых случаях (пожарные, скорая помощь). Новая переправа работает с 1980-х годов и перевозит все виды транспорта.
2. Автобусы. Местные автобусы: по Калининградской части Косы ходят 3 маршрута: 210 Зеленоградск-Морское. В летнее время ходит маршрут 593 Калининград-Зеленоградск-Морское.
По Литовской части Косы ходит местный автобус Нида-Смилтине (маршрут не имеет нумерации). В летнем сезоне в Ниде работает микроавтобусный маршрут связывающий автостанцию с пляжем, а в Смилтине автобусный маршрут от старой паромной переправы до Морского Музея.
Междугородные автобусы Калининград-Клайпеда: маршрут 239 обслуживает АТП из Калининграда. В Клайпеду автобус не заезжает. Его конечная остановка находится у Старой переправы в Смилтине, откуда на пароме пассажиры могут переправиться в центр Клайпеды. Маршрут 384 обслуживает Клайпедское АТП. Он доезжает до переправы в Смилтине, а затем едет на Новую переправу, на пароме пересекает Клайпедский канал и прибывает на автовокзал Клайпеды. В летнее время по Косе ходят междугородные автобусы Нида-Клайпеда-Вильнюс и Нида-Клайпеда-Каунас.
3. Автомобильный транспорт. По Куршской косе проходит одна автомобильная дорога Зеленоградск-Клайпеда. Она проходит через Лесное, окраины Рыбачьего и Йодокранте. К остальным посёлкам имеются съезды. Все дороги имеют по одной полосе движения в каждую сторону. Кроме посещения Куршской Косы, эта дорога используется и для транзитного движения из Калининградской области в Литву. Во многом этому способствует то, что на погранпереходе Куршская Коса не бывает больших очередей. Движение грузовиков по Косе запрещено (кроме транспорта, доставляющего грузы на косу).
4. Велосипедный транспорт. По Куршской Косе проходит часть Европейского веломаршрута R1. По всей литовской части Косы от Ниды до Смилтине проложена велодорожка. Также в окрестностях всех населённых пунктов литовской части имеются местные велодорожки. Веломаршрут Нида-Клайпеда имеет номер 10. Также этот номер имеют веломаршруты Клайпеда-Паланга-латвийская граница и Клайпеда-Шилуте-Русне.

## Угрозы
Несмотря на включение в список Всемирного наследия ЮНЕСКО, продолжается «беспорядочная и хаотичная» застройка российской части Куршской косы частными коттеджами. «Танцующий лес» гибнет из-за неконтролируемого наплыва туристов, которые ради фотографий залезают на деревья (часто не выдерживающие их веса), сдирают с них кору на память.
Всего в 22 км от Куршской косы компанией «Лукойл» осуществляется добыча нефти на шельфе Балтийского моря в Калининградской области. Деятельность компании в Калининградской области началась в 1995 году с приобретения активов АООТ «Калининграднефтегаз». «Лукойл» ведёт добычу нефти и газа на территории Калининградской области и шельфе Балтийского моря. Самая крупная залежь на шельфе Балтики была открыта в 1983 году на площади D6, в акватории, расположенной в 22 км западнее Куршской косы. Добыча с месторождения ведётся с 2004 года.